# Линьерс, Сантьяго де
Сантьяго де Линьерс (иначе: полный испанский вариант Сантьяго Антонио Мария де Линьерс и Бремон, или французский Жак де Линье, или смешанный вариант Сантьяго Линье (Ньор, Франция, 25 июля 1753 — 26 августа 1810) — французский аристократ, перешедший на испанскую службу. На этом посту отбил две попытки англичан захватить Южную Америку. В 1807—1809 годах был вице-королём Рио-де-ла-Плата. Оказался предпоследним наместником вице-королевства Рио-де-ла-Плата. Погиб, пытаясь противостоять революции.

## Биография

### Происхождение и ранние годы
Жак (позже Сантьяго) де Линьерс родился 25 июля 1753 года в городе Ниоре (Ньоре), входившем в французскую провинцию Пуату. Его родителями были Жак Жозеф Луи граф де Линье и Генриетта-Тереза де Бремонд д’Арс.
Род де Линье был в XVIII веке одним из старейших в Пуату. Многие представители этой семьи проявили себя на военной службе. Один Линье погиб в 1356 году в битве при Пуатье, а другой в 1747 году в битве при Лауфельде.
Так как Жак был четвёртым из девятерых детей, он был кадетом (не мог рассчитывать на наследство). В 1765 году в возрасте 12 лет Жак поступил в военную школу Мальтийского ордена. Проведя три года на Мальте, Жак изучил испанский язык. В 1768 году он в качестве мальтийского рыцаря вернулся во Францию и был в качестве «второго лейтенанта» зачислен в Пьемонский кавалерийский полк.
Но Франция перестала вести войны. И, проведя шесть лет в гарнизонной службе, не имея надежды на повышение, Жак Линьерс попросил в 1774 году отставку.

### В испанском флоте
Жак надеялся, что ему удастся проявить себя во время алжирской экспедиции Испании, возглавляемой О’Рейльи. В 1775 году Линьерс в качестве волонтёра поступил на флот дона Педро Кастехоны. И хотя испанская экспедиция закончилась провалом, Линьерс смог проявить себя и в 1775 году, как иностранец он был принят на учёбу гардемарином.
Сдав экзамены Линьерс в звании «es:Alférez de fragata», он поступил на испанский флот.
В связи с началом испано-португальской войны (1776—1777) он участвовал в Бразильской экспедиции.
Через год после окончания этой войны Испания приняла участие в войне за независимость США. С 1779 по 1781 год Линьерес на корабле «Сен-Винсент» взял на абордаж несколько английских кораблей. В начале 1782 года он был переведён на «Сан-Паскль» и в составе эскадры направлен к Минорке.
Во время блокады порта Маон Линьерс вновь смог проявить себя. Двум британским транспортным кораблям (14- и 10-пушечному) удалось миновать испанский флот. Пользуясь туманом, Линьерс на шестнадцати шлюпках взял эти корабли на абордаж и отвёл к испанским. Многие испанцы, участвующие в авантюре, обстреливались как с кораблей, так и береговой артиллерией и поэтому погибли, а сам Жак Линьерс был тяжело ранен. За данную вылазку Линьерс был повышен в звании. Выздоровев, он продолжил участие в осаде, которая закончилась успехом 5 февраля 1782 года.
Воодушевлённые освобождением от англичан Балеар, Бурбоны попытались в 1782 году заново отбить и Гибралтар. 13 сентября 1782 десять плавучих батарей должны были атаковать крепость с гавани, но на нужную дистанцию вышли лишь три. В составе второй, под командованием принца Нассау-Зигенского, воевал Линьерс. Батарея сражалась 17 часов, пока не взлетела на воздух: очередной английский зажигательный снаряд вызвал пожар и огонь, попав в пороховой погреб. Линьерс и принц Нассау-Зиген оказались в воде. Во время осады нескольким английским кораблям удалось её прорвать. Во время одного из преследований Линьерс смог захватить один из кораблей. За это и за его действия во время осады он был повышен по службе.
После окончания войны с Англией Линьерес участвовал в очередной войне с Алжиром. В связи с тем что эта экспедиция также закончилась неудачей, было решено заключить мир. Линьерес был направлен к правителю Алжира. Кроме мира, ему удалось добиться освобождения французских, испанских и итальянских пленников.

### В Америке

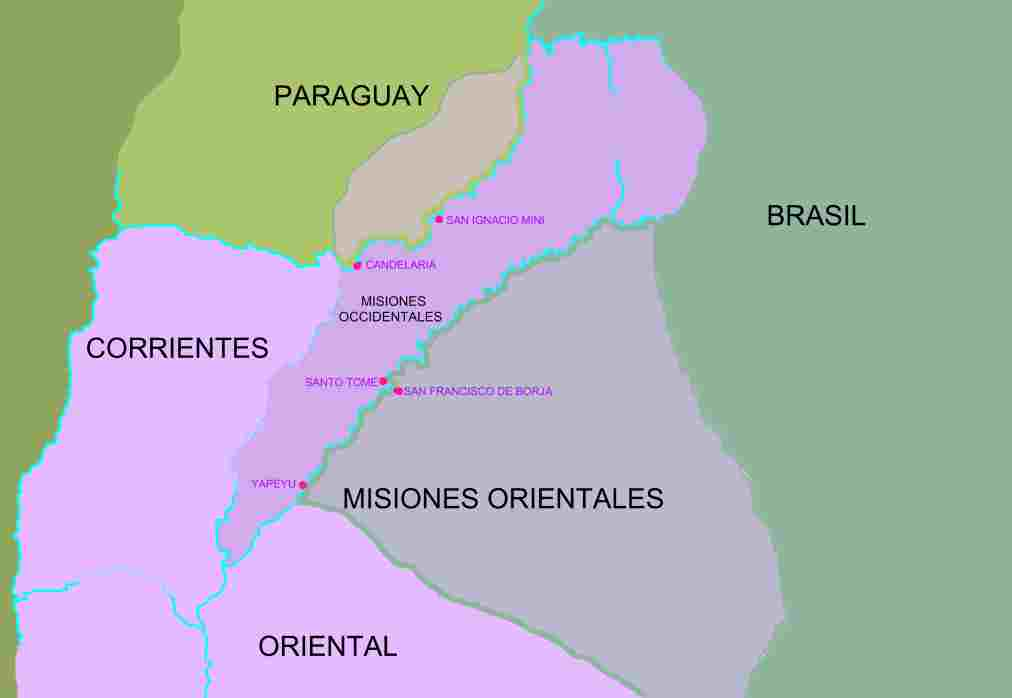

В 1788 году Линьерс был направлен в Ла-Плату. В 1791 году в Буэнос-Айресе он женился во второй раз. В начале 1792 года его назначили капитаном корабля. С 1796 по 1802 год Сантьяго де Линьерс, опираясь на Монтевидео, во главе эскадры канонерских лодок защищал побережье наместничества от английских кораблей. Во время этой службы он и познакомился с маркизом Сассенэ.
В 1802 году после Амьенского мира Линьерс был назначен губернатором иезуитских миссий в Парагвае. Проведя три года на этом посту, Сантьяго де Линьерс в 1805 году отправился назад в Буэнос-Айрес. В пути, не получив должной медицинской помощи во время родов, умерла его вторая жена. Прибыв в Буэнос-Айрес, Линьерс возглавил флот.

### Борьба с английскими вторжениями

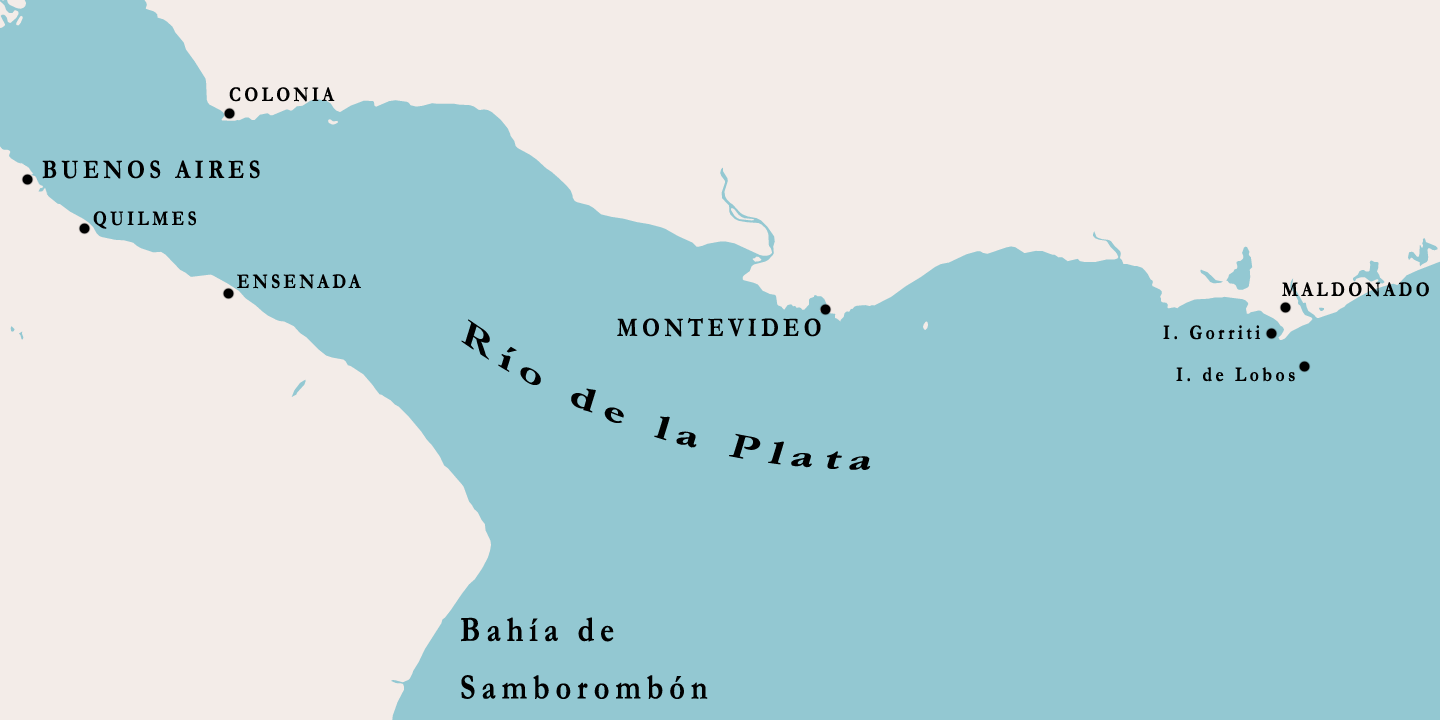
Театр военных действий

В июне 1805 года капитан первого ранга Хоум Пофам захватил у голландцев Капскую колонию. В 1806 году он решил захватить для английской короны испанскую Рио-де-ла-Плату. Погрузив на суда 1400 солдат (800 человек из 71 горного полка и 600 человек из ВМС) генерала Бересфорда, эскадра, состоящая из 6 фрегатов, 3 корветов и 5 транспортных судов, направилась к Южной Америке.
10 июня эскадра появилась в водах Рио-де-ла-Платы и, пользуясь тем, что испанские войска находятся в Монтевидео, 27 июня захватила Буэнос-Айрес. Сантьяго Линьерс, защищавший залив Барраган, был введён в заблуждение манёврами английского флота и пропустил их высадку в Кильмесе.
Вице-король Рафаэль де Собремонте, получив известие о нападении, стал действовать по инструкциям: собрал казну и, призвав население к сопротивлению, бежал в Кордову.
Узнав о том, что аргентинская милиция не смогла оказать сопротивление, а Собремонте отбыл в Кордову, Сантьяго Линьерес не был включён в капитуляцию испанских войск и ушёл в отставку. Он с разрешения Бересфорда посетил свою семью в Буэнос-Айресе.
Там он, оценив недовольство местных жителей захватчиками, вступил в контакт с группами, которые организовывал Мартин де Альсага, чтобы попробовать изгнать англичан.
Сантьяго, вернувшись в Монтевидео, обратился к губернатору провинции Паскуалю Руису Уидобро, прося выделить 500 человек, чтобы отвоевать Буэнос-Айрес (Маркиз Сассенэ «Наполеон I и …», стр. 35). Тот, посовещавшись с советом, выделил 600 человек губернаторства усиленных 320 моряками и 73 французскими корсарами из флотилии. В июле 1806 года Линьерс выступил под прикрытием тумана к Буэнос-Айресу. 10 августа, подойдя к нему, он предъявил Бересфорду свой ультиматум. Бересфорд отказался капитулировать. Во время боя за Буэнос-Айрес Сантьяго Линьерес чудом не погиб. Бересфорд капитулировал. 1200 его солдат покинули страну, оставив испанцам 1600 винтовок, пушки и знамёна.

Вице-королевство Рио-де-ла-Плата

После их изгнания аудиенсия (политический и судебный совет) решила передать власть хунте. Жители города, недовольные этим решением, окружили здание, где заседала аудиенсия, и потребовали назначить Линьерса военачальником. Аудиенсия сначала хотела отвергнуть это требование, но, испугавшись народа, согласилась уступить при условии, что это назначение одобрит вице-король Собремонте, и послала своих представителей в Кордову. Прибыв туда, представители совета застали Собремонте во главе армии 3000 человек. Тот заявил, что не подчинится мнению ассамблеи. Посланники убедили вице-короля в том, что если он применит силу, то проиграет. Поэтому Собремонте согласился делегировать политическую власть главе аудиенсии, а военную — Сантьяго Линьерсу. Сам он отбыл в Восточную полосу, заявив, что возглавит оборону Монтевидео.
Мадрид утвердил это решение и назначил Линьерса за его заслуги бригадиром флота.
На новом посту Сантьяго, готовясь к новой атаке, начал укреплять Буэнос-Айрес. За 11 месяцев он вооружил местное население, создал 6 эскадронов кавалерии и корпус из 2000 артиллеристов. В арсенале имелось лишь две тысячи ружей (включая захваченные у англичан), а требовалось в два раза больше. Было собрано и отремонтировано старое оружие, для производства ядер и пуль переплавлялась оловянная посуда, ради пополнения запасов пороха были отправлены экспедиции в Чили и Перу. Также вокруг города было установлено несколько батарей.
Зимой 1807 года Попгем получил запрашиваемое из Англии подкрепление — 13 тысяч солдат, объединённых под командованием Джона Уайтлока (Сассенэ пишет об 11 400, в том числе: 1400 из Капской колонии, 4300 генерала Самуэля Охмума, 4400 бригадира Роберта Кроуфорда и 1300 Дж. Уайтлока).
Англичане атаковали и 3 февраля 1807 года взяли Монтевидео. Собремонте вновь проявил себя не с лучшей стороны. Сантьяго Линьерс хотел выехать на помощь Монтевидео, но жители Буэнос-Айреса были против этого, и он выслал отряд из 500 человек. Чуть позже был направлен отряд 1500 человек, но он не успел помочь Монтевидео.
Собремонте не сдержал своего обещания удержать Восточный берег. Аудиенсия проголосовала за то, чтобы отстранить его с поста и бросить в тюрьму. Линьерсу предоставили более широкие, чрезвычайные — диктаторские полномочия.
В конце июня 1807 года 12-тысячная английская армия на 20 военных и 90 транспортных кораблях высадились у Буэнос-Айреса. Ей противостояли 8600 человек, из которых лишь 840 не были новичками.
В результате битвы сначала под стенами Буэнос-Айреса, а потом и в самом городе армии Линьереса и жителям города (пришедшим на помощь армии) удалось разбить англичан. Англичане, потеряв в битве около 4000 человек, 7 июля подписали капитуляцию, по которой прекращали военные действия и покидали Монтевидео.

### Сантьяго де Линьерс — вице-король Рио-де-ла-Платы

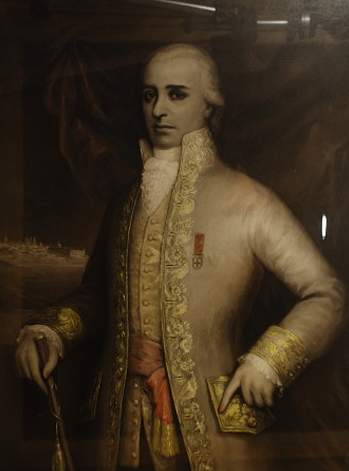
Портрет Сантьяго де Линьерса, вице-короля Рио-де-ла-Платы

Герб Сантьяго де Линьерса, 1-го графа де Буэнос Айрес, который он использовал в качестве вице-короля Рио-де-ла-Плата, в обрамлении восьми флагов, шесть из которых были захваченны у англичан во время английских вторжений.

После победы над англичанами король подтвердил назначение Линьерса на должность вице-короля, но в Буэнос-Айрес эту новость доставили лишь в мае 1808 года, а вскоре и новость о том, что новым королём Испании стал Фердинанд VII.
9 августа 1808 года губернатора Эллио Ксавье в Монтевидео посетил посланник Наполеона Бонапарта, маркиз Сассенэ. Маркиз оповестил его о том, что в Байонне от испанского престола отреклись Карл и Фердинанд Бурбоны и новым королём Испании стал Жозеф Бонапарт. Сассенэ узнал о том, что жители вице-королевства готовятся принести клятву королю Фердинанду VII, и пытался убедить Эллио Ксавье отложить её.
Эллио Ксавьерс ответил, что новость вызовет народное восстание, и предложил маркизу покинуть вице-королевство. Но тот 11 августа направился в Буэнос-Айрес. Эллио Ксавье параллельно оповестил Линьерса.
13 августа маркиз Сассенэ, прибыв к вице-королю, рассчитывал на старое знакомство и дружеский приём. Тот, опасаясь кривотолков, встречал посланника Наполеона не один, а с членами аудиенсии. Разговор между двумя французами по инициативе вице-короля шёл на испанском. Отпустив посланника, Линьерс предоставил аудиенсии послания императора Наполеона. Совет отверг предложения Наполеона, Линьерес заявил о верности династии, и 19 августа маркиз готовился отплыть из Монтевидео во Францию. В этот же день в Монтевидео из Кадиса прибыли посланцы Севильской хунты во главе с Мануэлем Гойенешем, объявившие о франко-испанской войне.
Губернатор Франсиско Хавьер де Элио, губернатор Монтевидео, воспользовавшись этим приездом, арестовал маркиза Сассэнэ и поднял Монтевидео на бунт. Вице-короля Сантьяго подозревали в симпатиях как к французам, так и к креольской партии, стремившейся к независимости от Испании. В такой ситуации Линьерс организовал 31 августа присягу королю Фердинанду VII. Узнав о том, что Элио поднял восстание в Монтевидео, тот не отправился лично к симпатизировавшим ему войскам, а составил приказ, по которому отстранял команданта и передал должность Хуану Анхелю Мичилену, назначенному в преемники. Тот, получив для командиров частей копии приказа, но не получив войск, проиграл.
Линьерс обратился за поддержкой к аудиенсии. Та запретила подавлять мятеж силой. Пользуясь его нерешительностью, в Буэнос-Айресе также созрел заговор во главе с Мартином де Альсагой. На 1 января 1809 года были запланированы муниципальные выборы. Когда прозвенел колокол, объявлявший об окончании выборов, на Главную площадь (позже названную Майской площадью) высыпали люди, требовавшие установления хунты. Их поддержали кабильдо и алькады, заявившие о смещении Линьерса. Тот поручил Корнелию Сааведре привести верные части патрицианцев и разогнать мятеж. Тот вывел войска на позиции. Но участвующий в заговоре епископ Луи предложил решить дело миром, не доводя до кровопролития. Линьерс позволил епископу себя уговорить, возвратив войска в казармы. Сааведра подал в отставку, но, узнав о том, что Линьерса окружили враги и отстраняют от власти, вернулся и разогнал мятеж. Его руководители были сосланы в Патагонию.
Благодаря интригам лиц, недовольных Линьерсом, Севильская хунта отстранила его от должности вице-короля. Хунта опасалась, что он, пользуясь своей военной славой возглавит сепаратистское движение в вице-королевстве и поднимет мятеж. Желая подсластить пилюлю хунта наделяла Линьерса номинальным титулом граф Буэнос-Айреса и назначала пенсию в 25.000 франков. Преемником Линьерса Хунта назначала генерал-майора Сиснероса. Тот прибыл в Монтевидео в июне 1809 года. Сиснерос имел инструкции: распустить хунту Монтевидео, освободить заговорщиков 1 января 1809 года и направить Линьерса в Испанию. Сиснеросу удалось взять власть в Монтевидео и разогнать местную хунту, но въезжать в Буэнос-Айрес он не спешил. 26 июня в Колонии состоялась встреча двух вице-королей. 30 июня Сиснерос въехал в столицу вице-королевства, где Линьерс продолжал быть популярен. В этой ситуации было невозможно ни освободить мятежников, ни отправить Линьерса в метрополию. Сантьяго Линьерс уехал в Кордову.

### Последние месяцы и смерть
Вице-король Сиснерос лавировал между интересами разных групп. Но 17 мая 1810 из метрополии прибыл корабль с вестью о том, что Севильская хунта свергнута. В ответ в Буэнос-Айресе началась Майская революция. Её лидерами стали Корнелио Сааведра, Мануэль Бельграно и Хосе Хуан Касстельо. Не имея базы для борьбы с ними, Синерос обратился за помощью к Сантьяго Линьерсу, рассчитывая на его авторитет.
Но отправленный 25 мая 1810 гонец Мельхор Хосе Лавин, прибыв в Кордову в поисках Линьерса, доверился священнику Грегорио Фунесу, тайно сочувствовавшему революционерам. Фунес помог Лавину найти Линьерса. На организованной встрече близких бывшему вице-королю лиц присутствовали губернатор Кордовы Хосе Гутьерес де ла Конча, епископ Орельяна, полковник Сантьяго де Альенда, советник губернатора Родригес, аудиторы Москоко и Замолоа и Фунес. Линьерс, обрисовав собравшимся ситуацию, изложил свой план. Не полагаясь на местные силы, он предложил уйти в Перу, чтобы, собрав там армию, вернуться и разбить мятежных революционеров. Все с ним согласились. Но Фунес, опасаясь реализации этого плана, смог своим красноречием переубедить совет и экс-вице-короля в принять свой: собрать местные силы и двигаться на Буэнос-Айрес, где местные жители выступят в поддержку испанского короля. Хосе Гутьерес де ла Конча начал собирать в Кордове силы для похода. Пользуясь отсрочкой, Фунес начал вести революционную пропаганду. Узнав о планах Линьерса, Первая хунта предложила ему перейти на свою сторону и возглавить войска. Также революционеры намекнули экс-вице-королю, что при походе на Буэнос-Айрес могут пострадать его родственники. В письме тестю Сантьяго Линьерс писал, что не может изменить клятве.
Узнав о том, что Линьерс остался верен королю, Первая хунта направила против него отряд в 1200 солдат во главе с Франсиско де Окампо. Узнав об этом, Линьерс выступил им навстречу, но большинство его армии (кроме 28 офицеров) дезертировали. Тогда он решил со своими спутниками идти в Перу. Но проблемы с проводниками задержали их выступление на восемь дней. Это привело к тому, что вскоре беглецов настигли. Опасаясь того, что, даже пленные, они представляют угрозу для революции, их казнили 26 августа 1810 года. Уцелел лишь епископ Орельяна.

## Судьба его тела и память
После того как Сантьяго де Линьерса и его спутников казнили, Кастелли приказал похоронить трупы в ямах вблизи церкви Круз Альта.
В 1861 году президент Аргентины, Сантьяго Дерки, племянник одного из казнённых (Викторио Родригеса), назначил комиссию, чтобы обнаружить и перезахоронить останки. Это удалось сделать, хотя свидетели указывали место лишь примерно. Прах был помещён в урну и доставлен в Росарио. В Аргентине в то время шла гражданская война конфедерации и Буэнос-Айреса. 26 июня испанский вице-консул в Аргентине Росарио Хоакин попросил аргентинского президента передать этот прах Испании, дабы воздать почести героям, павшим за неё. 20 мая 1863 года корабль привёз урну в Кадис. После того как 10 июня были оказаны почести, прах был помещён в Пантеон погибших моряков.
В Аргентине в честь Сантьяго де Линьерса названы квартал города Буэнос-Айреса и населённый пункт в провинции Мисьонес.
Во Франции в Париже названа улица.

## Семья
В 1783 году (после окончания войны с Алжиром) он вступил в брак в Малаге с француженкой Миль де Менвьель (Menvielle), именуемой иначе Хуана Урсула де Менвьелье. Его жена умерла в 1788 году или 24 марта 1790 года.
В этом браке у него родился сын, Луис де Линьерс и Менвьель (1783 — 21 февраля 1816 года). Кроме Луиса, некоторые источники указывают и второго сына Антонио.
Во второй брак Линьерес вступил 3 августа 1791 года в Буэнос-Айресе с Марией Мартиной де Сарратея и Алтолагирре Altolaguirre (умерла в 1805).
От этого второго супружества у него было восемь детей: Мария дель Кармен, Хосе Атанасио, Сантьяго Томас, Мариано Томас, Хуан де Диос, Мартин Иносенсио, Франсиска Паула и Мария де лос Долорес.